# 馬斯奧·李察迪斯·達·安達迪
馬斯奧·李察迪斯·達·安達迪（Marcio Richardes de Andrade，1981年11月30日—）一般称作李察迪斯，生于巴西，巴西职业足球运动员，现效力于日本職業足球联赛球会浦和红宝石队。